# Барченко Олександр Васильович
Олександр Васильович Барченко (рос. Александр Васильевич Барченко; 1881, Єлець — квітень 1938) — російський біолог і дослідник аномальних явищ із Санкт-Петербурга. У 1904 році Барченко навчався на біологічному факультеті Казанського університету, а згодом вступив до Юр'євського університету (сьогодні Тартуський університет). Він відомий, перш за все, своїми дослідженнями Гіпербореї на Далекому Сході Росії.
У 1925 році він зустрівся та листувався з рабином Менахемом Менделем Шнеєрсоном, який допомагав йому в дослідженнях та вивченні релігійних та містичних питань.
Його було страчено в Москві під час Великої чистки 25 квітня 1938 року.